# 宮古島市立鏡原中学校
宮古島市立鏡原中学校（みやこじましりつ かがみはらちゅうがっこう）は、沖縄県宮古島市(宮古島)にある市立中学校。

## 通学区域
鏡原小学校区域と宮原小学校区域を併せた区域である。